# Iván Helguera
Iván Helguera Bujía (Santander, Cantabria, 28 de marzo de 1975) es un exfutbolista internacional y entrenador español, que jugaba principalmente como defensa. Su último club fue el Valencia C. F., aunque alcanzó su madurez deportiva jugando en el Real Madrid. Es hermano del también futbolista profesional Luis Helguera. 
Actualmente se encuentra libre después de ser destituido por Las Rozas Club de Fútbol.

## Trayectoria

### Como jugador
Es hijo de madre ferrolana y padre santanderino. A pesar de que ha jugado varios partidos llevando las manijas de la selección cántabra, en sus orígenes no tuvo muchas oportunidades en su tierra. Sin embargo, triunfó en el CD Manchego de Ciudad Real que, por aquel entonces, tenía un acuerdo de colaboración con el Albacete Balompié. Con los ciudadrealeños consiguió, en la temporada 1995-96 el ascenso a Segunda B A mitad de la temporada siguiente, Mariano García Remón, entonces técnico del Albacete Balompié, le dio la oportunidad de debutar en Segunda División, donde destacó en el centro del campo. Sus buenas actuaciones le brindaron, al finalizar la campaña, la oportunidad de fichar por uno de los clubes italianos más potentes: la AS Roma.
Tan solo estuvo un año allí, pero el hecho de compartir vestuarios con prestigiosos jugadores como Francesco Totti hizo que cogiera experiencia como jugador. Así, a su vuelta, estuvo un año jugando en el RCD Espanyol, donde Marcelo Bielsa le situó en la posición de central, cambio clave para su posterior carrera. La temporada fue buena, ya que llegó a ser convocado para jugar con la selección española. Ese mismo año ficharía por el Real Madrid.
En el Real Madrid permaneció durante ocho temporadas conquistando entre otros títulos tres campeonatos de liga y dos ligas de campeones.
La temporada 2005-2006 fue desastrosa para Iván Helguera, ya que por desavenencias técnicas y personales con el entrenador, Juan Ramón López Caro, apenas disfrutó de minutos. Durante todo el verano de 2006 se especuló con un posible traspaso a otro equipo, estando interesados grandes de Europa como el AC Milan o el FC Barcelona. En las últimas horas del período de fichajes se dio por hecho su pase al Racing de Santander. Finalmente permaneció en el Real Madrid en la temporada 2006, la cual empezó como terminó, sin contar para el técnico Fabio Capello y perdiendo su dorsal número 6. Pero tras una jornada en la que para sorpresa de todos jugó de titular tras una serie de lesiones de los centrales, Iván Helguera volvió a jugar cuando ya nadie creía en él. Tras esto, durante la temporada 2006-2007 fue titular junto con su compañero Fabio Cannavaro de la mayoría de los partidos siendo el capitán del equipo durante varias semanas consecutivas debido a las lesiones de Raúl, Roberto Carlos y la suplencia de Guti.
El verano de 2007 fue contratado para tres años por el Valencia CF. En su primera campaña con los valencianos jugó 37 encuentros en los que anotó dos goles, conquistando además la Copa del Rey. Su situación empeoró la siguiente temporada, con la llegada al banquillo de Unai Emery. Varios desencuentros entre el futbolista y el nuevo técnico, así como la nula participación de Helguera en el equipo -jugando sólo un partido liguero en los cuatro primeros meses de la temporada- motivaron su salida precipitada del club, que se anunció el 12 de diciembre de 2008, tras llegar a un acuerdo para rescindir su contrato.  Iván Helguera anunció su retirada del fútbol profesional, expresando su deseo de dedicarse al ciclismo.

### Como entrenador
El 26 de mayo de 2020, se hace oficial su fichaje como entrenador de Las Rozas Club de Fútbol del Grupo I de la Segunda División B de España por una temporada, siendo su debut en los banquillos. Sin embargo fue sustituido al haber sumado un punto de doce posibles y estar en la cola del grupo

## Selección nacional
Su debut se produjo el 18 de noviembre de 1998 en Salerno (Italia), en el que España empató 2 - 2 ante Italia.  Jugó para su país en la Eurocopa 2000, la Copa Mundial de la FIFA 2002 y la Eurocopa 2004, perdiéndose la Copa Mundial de 2006 tras ser omitido de la convocatoria en los meses previos al torneo por el seleccionador nacional Luis Aragonés.

### Participaciones en Mundiales
| Mundial                        | Sede                  | Resultado        |
| ------------------------------ | --------------------- | ---------------- |
| Copa Mundial de Fútbol de 2002 | Corea del Sur y Japón | Cuartos de final |

### Participaciones en Eurocopas
| Eurocopa      | Sede                 | Resultado        |
| ------------- | -------------------- | ---------------- |
| Eurocopa 2000 | Bélgica Países Bajos | Cuartos de final |
| Eurocopa 2004 | Portugal             | Primera fase     |

## Clubes

### Como jugador
| Club                          | País   | Año       | PJ  | Goles |
| ----------------------------- | ------ | --------- | --- | ----- |
| C.D.Manchego (3.ª División)   | España | 1995-1996 | 39  | 7     |
| C.D.Manchego (2.ª División B) | España | 1996-1997 | 13  | 2     |
| Albacete (2.ª División A)     | España | 1996-1997 | 14  | 2     |
| Roma                          | Italia | 1997-1998 | 9   | 0     |
| Espanyol                      | España | 1998-1999 | 37  | 3     |
| Real Madrid                   | España | 1999-2007 | 229 | 33    |
| Valencia                      | España | 2007-2008 | 65  | 2     |

### Como entrenador
| Club                     | País   | Año  | P | PG | PE | PP | % v. |
| ------------------------ | ------ | ---- | - | -- | -- | -- | ---- |
| Las Rozas Club de Fútbol | España | 2020 | 4 | 0  | 1  | 3  | 0    |

## Palmarés

### Torneos nacionales
| Título             | Club              | Año  |
| ------------------ | ----------------- | ---- |
| Campeonato de Liga | Real Madrid C. F. | 2001 |
| Supercopa          | Real Madrid C. F. | 2001 |
| Campeonato de Liga | Real Madrid C. F. | 2003 |
| Supercopa          | Real Madrid C. F. | 2003 |
| Campeonato de Liga | Real Madrid C. F. | 2007 |
| Copa               | Valencia C. F.    | 2008 |

### Torneos internacionales
| Título                | Club              | Año  |
| --------------------- | ----------------- | ---- |
| Liga de Campeones     | Real Madrid C. F. | 2000 |
| Liga de Campeones     | Real Madrid C. F. | 2002 |
| Supercopa de Europa   | Real Madrid C. F. | 2002 |
| Copa Intercontinental | Real Madrid C. F. | 2002 |